# Blue October
Blue October – grupa rockowa pochodząca z Houston (Teksas), została utworzona w roku 1995, obecnie w jej skład wchodzą: Justin Furstenfeld (wokal), Jeremy Furstenfeld (perkusja), Ryan Delahoussaye (skrzypce, altówka, mandolina, instrumenty klawiszowe, wokal), C.B. Hudson (gitara), Matt Noveskey (bas).

## Historia

### Wczesne lata
Blue October został założony przez wokalistę, kompozytora i gitarzystę Justina Furstenfelda, jego brata Jeremy’ego i multiinstrumentalistę Ryana Delahoussaye. Zespół odkrył były menadżer Kid Rocka Michael Rand podczas koncertu na River Cafe Atchafalaya. Jego agencja zajęła się obszerną promocją i dbaniem o rozwój grupy. Praca ta doprowadziła Randa i zespół do Universal Music Group. Później do zespołu dołączył gitarzysta C.B. Hudson i basista Matt Noveskey.

### The Answers
Zarządzane przez rodziców Justina i Jeremy’ego, pod nazwą „RoDan Entertainment”, Blue October wydało swój pierwszy album, The Answers, w 1998 roku. Był to dobrze przyjęty debiut i płyta, która sprzedała się w ponad 5000 egzemplarzach w Houston. Ze względu na znajomości z ABC KTRK-TV (Channel 13), Blue October był w stanie wystąpić w programie porannym - pierwszy występ telewizyjny zespołu. Inne niepublikowane utwory z tego okresu, takich jak „Rust”, „Colorado 5591”, „His Name Is Crazy”, „Gun Metal Blue”, „Dollar 30 Gravy” i „5 Day Walk” można znaleźć na YouTube. Gdy Blue October przeniósł się do Austin w Teksasie w 2001 roku pojawiał się wiele razy na lokalnych stacjach radiowych i telewizyjnych.

### Consent to Treatment
Blue October przyciągnął uwagę dużych wytwórni płytowych podczas pracy z producentem dB (Don Byczynski) na początku 1998 roku. Współpraca rozpoczęła uzyskania Blue October bardziej „radiowego” dźwięku, z nowymi utworami i przerobionym materiałem z The Answers. Nagrania zostały wykonane w kameralnym studio w domu Justina w San Marcos, Texas. Nagrania zostały wysłane do wytwórni Universal, a następnie w 1999 roku Blue October napisał do Universal Records w związku z wydanie ich drugiego albumu, Consent to Treatment. Zespół został odrzucony przez Universal Records w 2000 roku.

### History for Sale
Po upadku, zespół został wraz z nowym gitarzystą, C.B. Hudson i wrócił na drogę. W listopadzie 2002 roku zespół podpisał kontrakt z Rainmaker Artist. Przed wejściem do studia, Matt Noveskey opuścił zespół z powodów osobistych. Pozostali członkowie zespołu nagrali trzeci album History for Sale. Pierwszy singiel „Calling You” wydany został w lutym 2003 roku. W dniu 20 marca 2003 102,1 EDGE w Dallas dodało „Calling You” do regularnej rotacji. Wkrótce „Calling You” zaczęły grać stacje radiowe w całym kraju. Wkrótce dostali propozycje współpracy z wieloma wytwórniami z kraju, jednak, zespół zdecydował się na podpisanie kontraktu z Universal Republic Records w maju 2003 roku. History for Sale został ponownie wydany na Universal Republic w sierpniu 2003 roku. History for Sale to w dużej mierze reakcja na kontrolę Uniwersal'u w trakcie procesu produkcyjnego Consent to Treatment. Jest to widoczne w utworach takich jak „Somebody” i „Inner Glow."

### Foiled
Zespół zadebiutował w telewizji 14 kwietnia 2006 roku, wykonując „Hate Me”, pierwszy singiel z Foiled w The Tonight Show z Jay Leno. Pojawili się również w Jimmy Kimmel Live! w dniu 28 czerwca 2006 roku. Blue October wystąpił także w Late Night z Conanem O’Brien w 2006 roku. W dniu 14 listopada 2006 Blue October zagrał koncert na otwarciu dla The Rolling Stones w Boise, Idaho. „Hate Me” szybko wspiął się na numer dwa na Modern Rock Tracks Billboard. „Hate Me” utrzymywał się w Top 5 Modern Rock na 20 tygodni. „Hate Me” nigdy nie osiągnęło numeru jeden. Teledysk do „Hate Me” zadebiutował na VH1. „Into the Ocean”, drugi singiel z albumu, został wydany w dniu 17 lipca 2006 roku. Teledysk do piosenki zadebiutował na miejscu trzecim VH1 Top 20 Countdown wideo podczas pokazu w ostatnim tygodniu 2006 r. i osiągnął pierwsze miejsce w połowie lutego 2007 roku. Kolejnym singlem zespołu był „She’s My Ride Home”.
22 lutego, 4 album 2007 Foiled był platyną. Foiled sprzedał się w nakładzie 1,4 miliona albumów w USA. Single, zarówno „Hate Me” jak i „Into the Ocean” również okryły się platyną.
Justin wziął udział w 4-City Tour z Stephenie Meyer, autorką serii Zmierzch. Podczas tej trasy, Justin miały premierę dwa nowe utwory, „Blue Skies” i „Never My”, który byłby włączane do piątego albumu studyjnego zespołu. Stephanie Meyer jest fanem Blue October.

### Approaching Normal
Piąty studyjny album, Approaching Normal, ukazał się 24 marca 2009 roku. Zespół zdecydował się użyć innego stylu produkcji, za pomocą cyfrowych stacji roboczych audio jak FL Studio zamiast nagrać go z żywymi instrumentami. Approaching Normal został wyprodukowany przez Steve Lillywhite. Album zadebiutował na 13. miejscu na liście Billboard 200. Zespół wydał dwie wersje albumu, każdy z innym utworem bonusowym, na jednej wersji, z „The End”, jako bonusem, a drugiej z „Graceful Dancing” jako bonusem. „Graceful Dancing” został wydany pod koniec 2008 roku jako „prezent” dla fanów piszących do zespołu listy e-mail.
"Room Dirt” był pierwszym singlem z albumu, wydanym w dniu 23 grudnia 2008 roku. „Say It” został wydany jako drugi singiel w dniu 24 kwietnia 2009 roku. Piosenka została wykonana po raz pierwszy w Edgefest 17 w dniu 27 kwietnia 2008 roku w Dallas, w Teksasie.
W maju 2009 roku, koncert Blue October w Pittsburgu został odwołany przez marszałka Straży Pożarnej i Policję ze względu na przeludnienie i niebezpieczne warunki. Nie chcąc zawieść fanów, zespół rozłożył się na drodze i zagrał mini-set ku uciesze fanów.
W dniu 22 października 2009, Blue October ogłosił, że reszta trasy zostaje odwołana z powodu choroby psychicznej i ataku lęku Justina Furstenfield. Miesiąc lub dwa po jego ataku trasa została wznowiona.

### Ugly Side: An Acoustic Evening with Blue October
W lipcu 2010 Blue October zagrał serię akustycznych koncertów, które zostały zarejestrowane na żywo i wydane jako album unplugged, zatytułowany Ugly Side: Acoustic Evening With Blue October, wydany w dniu 10 maja 2011 roku. W lutym 2011 roku zespół ogłosił na swojej stronie internetowej, że wyruszają w kolejną trasę między marcem a majem 2011 roku.

### Any Man in America
1 czerwca 2010 roku zespół ogłosił rozpoczęcie prac nad ich kolejnym albumem studyjnym, produkowanym przez Tim Palmer. Zimą 2010/2011, ruszyli z powrotem do studia, aby zakończyć nagrywanie albumu i zadebiutować 16 sierpnia 2011. Tytuł nowego albumu to Any Man in America.
W lutym, piosenkarz Justin Furstenfeld wziął udział w maratonie, jako gość dla stacji radiowej Krox-Austin FM. Justin zaśpiewał cztery utwory z nowego albumu: "The Chills”, „The Waiting, „The Getting Over It Part” i „The Flight (Lincoln to Minneapolis)”. W dniu 3 kwietnia 2011 Justin Furstenfeld ogłosił, że album będzie dystrybuowany przez RED Distribution nadrukiem Sony dla niezależnych artystów. Ich dawna wytwórnia Universal Motown zaoferował im 360 ofert, które zespół odrzucił, po czym założył własną wytwórnię Up/Down Records. 4 maja 2011 Blue October zagrał pierwszy pełny utwór z nowego albumu na żywo, zwany „Feel Again”. 6 maja 2011 Blue October zagrał drugi utwór w Saint Louis w stanie Missouri z ich nadchodzącego albumu „The Follow Through”. Justin wykonywane w duecie z Patricią z zespołu „Thread Soldier”.
W poniedziałek, 25 lipca 2011, oficjalny teledysk do pierwszego singla, „The Chills”, został wydany przez kanał Vevo.
16 sierpnia 2011 „Any Man in America” został wydany w USA.  25 sierpnia, 2011 album  zadebiutował na 8 na sprzedaży Billboard Album Chart dając Blue October ich pierwszy album chart top 10 album sales chart debut.

### Sway
W dniu 5 lutego 2013 r. zespół rozpoczął nagrywanie nowego albumu. Justin Furstenfeld ujawnił w wywiadzie, że studio było wynajmowane dla nich w lutym i marcu. Na swoim oficjalnym koncie na Twitterze, Justin wymienił utwory, które zostały nagrane na nową płytę  "Light You Up”, „Still Broken”, „Sway” (tytułowy) i „Sorry Hearts”. Piosenka „Sorry Hearts” ukazała się jako szczególny bonus na iTunes.
Zespół zakończył nagrywanie nowego albumu na 27 marca 2013 roku. Pierwszy singiel, zatytułowany „Bleed Out”, został wydany w dniu 17 czerwca 2013 roku. Album otrzymał pozytywne recenzje. 10 sierpnia 2013 ukazał się drugi singiel „Angels in everything”. Album został wydany w dniu 20 sierpnia 2013 roku.

## Członkowie
Założycielami Blue October są Justin Furstenfeld i Ryan Delahoussaye. Przed założeniem zespołu, duet grał razem pod nazwą Harvest z Justinem, który śpiewał i grał na gitarze i Ryanem na mandolinie i skrzypcach. Ryan pracował w restauracji w Houston w tym czasie, i zaprosił swojego współpracownika Liza Mullally, aby dołączył i grał na basie. Starszy brat Justina, Jeremy, przyglądał praktykom grupy w domu Liza. Liz miał zestaw perkusyjny i Justin namówił Jeremy’ego do przyłączenia się przez grę na perkusji. Zespół zagrał swój pierwszy koncert zaledwie kilka tygodni po tym, jak Jeremy dołączył do nich. Jeremy mieszkał w San Marcos, pozostali członkowie przenieśli się do niego w 1997 roku. Liz opuścił zespół w 1999 i został zastąpiony przez Matta Noveskey. Zespół chciał dodać drugiego gitarzystę, aby umożliwić Justinowi skupienie się na śpiewaniu i zorganizowali przesłuchanie w 1999. Brant Coulter został wybrany jako nowy gitarzysta, jednak został zwolniony w trakcie Consent to Treatment tour w lecie 2000 roku. Gitarzysta C.B. Hudson dołączył do zespołu pod koniec 2000 roku, po przypadkowym spotkaniu z Justinem w restauracji w San Marcos. Pod koniec trasy Consent to Treatment w 2002 roku Matt Noveskey opuścił zespół ze względów zdrowotnych, a zastąpił go Dwayne Casey. Dwayne i Matt grali na kolejnym albumie zespołu, a Dwayne koncertował z zespołem do 2003 roku. Kiedy stało się oczywiste dla zespołu, że to nie działa, Dwayne został zastąpiony przez Piper Skih, która jest żoną jednego z menedżerów Blue October, a także profesjonalną basistką. Piper koncertowała z zespołem do 2004 i pojawiła się na żywo na albumie DVD Argue With a Tree. Podczas przygotowań do nagrywania kolejnego albumu zespołu Foiled, Piper opuściła zespół, a Matt Noveskey powrócił ponownie jako oficjalny basista, a tym samym zespół wrócił do najbardziej rozpoznawalnego składu. W tym składzie nagranli kolejne dwa albumy. Na koniec  Approaching Normal tour, C.B. Hudson ogłosił, że odchodzi z zespołu, aby skoncentrować się na założeniu rodziny i realizacji jego marzenia o posiadaniu studia nagraniowego. C.B. został zastąpiony przez gitarzystę Canvas Juliana Mandrake. Julian grał z Blue October na ich trasie akustycznej, a także na Any Man in Amerika tour, ale nigdy nie był formalnie członkiem zespołu. Podczas sesji nagraniowej do Sway na początku 2013 r., C.B. Hudson został poproszony, aby wrócić i zagrać na albumie oraz na kilku koncertach w lecie 2013 roku i po raz kolejny  Blue October wrócił do starego składu.

## Dyskografia
- 1998 The Answers
- 2000 Consent to Treatment
- 2003 History for Sale
- 2004 Argue with a Tree...
- 2006 Foiled
- 2007 Foiled for the Last Time
- 2009 Approaching Normal
- 2011 Any Man In America
- 2013 Sway
- 2018 I Hope You’re Happy